# チャイパッタナー財団
チャイパッタナー財団（タイ語:มูลนิธิชัยพัฒนา、英語：Chaipattana Foundation）は、タイ王国の王室系の非営利の財団。王室プロジェクト、開発・慈善事業を行っている。

## 概要
チャイパッタナー財団はタイ国王ラーマ9世の意思に基づき創設された財団であり、経済、社会面で国民の利益の増進し、生活の質の向上を図ることに貢献するために王室プロジェクトやそのほかの開発計画の推進することを目的に掲げている。財団の事業は、既にある国の事業と重複しないことを強調しているが、事業に完全な対応や早急な対応が求められる際には、状況に応じてさまざまな事業と協力、連携をとることがある。特に制度的な制約から政府の事業が制約を受け、早急な対応をすることができない場合に財団であれば対応が可能となる。例えば、プロジェクトのために緊急に国民から土地を買い上げ、移転をすすめねばならない事態が発生した場合、国は予算案や登記などに制約があるが、財団であれば、早急かつ効率的に適切な対応をすることができる。このような財団の利点から国王がまず初めに進んで財団の資金を下賜され、それに続いて臣民もまた資金を献上し創設された。
財団は1988年6月14日に創設。1988年7月12日に官報第105号109項にて公示。国王が財団総裁に就任、シリントーン王女が財団理事長、さらにスメート・タンティウェーチャグン（สุเมธ ตันติเวชกุล）が事務局長に就任した。
さらに1988年9月8日、タイ財務省により、減税処置を受ける「公益団体」（169号）に登録され、1988年9月16日官報105号152項に公示された。

## 所在地
バンコクバーンプラット区バーンイーカン地区アルンアマリン通り ソーイ・アルンアマリン36、2012
（2012 ซ.อรุณอมรินทร์ 36 ถ.อรุณอมรินทร์ แขวงบางยี่ขัน เขตบางพลัด กรุงเทพฯ 10700）

## 主な事業

### 農業開発
地力の減退、塩害などへの対応として王室プロジェクトを実施。また国王の提案した「新思考」に基づき持続的農業のデモンストレーション農園を運営している。

### 環境保全
ラーマ9世が1993年に開発したチャイパッタナー攪拌パドル式エアレーター（Model RX-5C）の研究開発。下水管理と連動したマングローブ湿地帯管理の実施と実証研究。1991年国王が提唱したヤーフェーク(Vetiver：ベチバー)を利用した土壌流失防止の実施と実証研究。

### 持続的自然資源管理
洪水防止のための遊水池の敷設。コミュニティ林など住民参加型森林経営の実施。

### 社会開発
寺院施設（ワット・プララーム9 カーンチャナーピセーク）、記念公園の建設。

### エネルギー開発
パーム油バイオディーゼルの精製工場の設立と実証研究。

### その他（災害支援など）
災害発生時には、緊急援助、復興支援を行っており、仮設住宅、水、電気の供給を行っている。さらに公衆衛生改善にも協力しており、病院施設の改善を協力している。